# 월화의 검사 2
《월화의 검사 2》는 SNK가 제작한 1998년 대전 격투 게임이다. 1997년에 발매된 《월하의 검사》의 후속작으로, 전작과 마찬가지로 무기를 이용한 격투에 치중한 게임플레이가 특징이다. 북미 및 유럽 지역에선 《더 라스트 블레이드 2》라는 제목으로 출시됐다.
네오지오 아케이드 기판으로 최초로 출시된 후, 1999년에 가정용 네오지오 콘솔 및 네오지오 CD로 이식판이 발매됐다. 2000년에는 드림캐스트판과 네오지오 포켓 컬러 이식판이 출시됐다.
이후 전작과 수록된 합본이 플레이스테이션 2로 발매됐으며, 2015년에는 코드 미스틱스가 네오지오 버전을 기반으로 이식한 판이 플레이스테이션 4 및 플레이스테이션 비타로 출시됐다. 2017년에는 스팀을 통해 마이크로소프트 윈도우판이 출시됐다.

## 출시
2015년 코드 미스틱스가 개발한 플레이스테이션 4 및 플레이스테이션 비타 이식판이 발표됐다. 2017년 11월 18일 스팀 디지털 플랫폼에 마이크로소프트 윈도우판이 출시됐다.

## 참조
1. ↑  일본판 원제는 《막말낭만 제이막 월화의 검사: 달에 피는 꽃, 흩날리는 꽃》(幕末浪漫第二幕 月華の剣士 ～月に咲く華、散りゆく花～).
2. ↑  영어: The Last Blade 2